# Hiroyuki Takei
Hiroyuki Takei (武井宏之, Takei Hiroyuki ; Yomogita, 15 maart 1972) is een Japans manga-artiest. Hij is de auteur van onder meer SD Hyakkaten, Itako no Anna en Shaman King.
Hiroyuki Takei groeide op in Yomogita, in de Japanse prefectuur Aomori. De mangaserie SD Hyakkaten, die hij maakte voor een fanblad, markeerde het begin van zijn carrière. Hij assisteerde enkele bekende mangaka, waaronder Nobuhiro Watsuki (van Rurouni Kenshin) en Tamakichi Sakura. Door de publicatie van zijn eigen mangaserie Butsu Zone in Weekly Shōnen Jump verwierf hij bekendheid als zelfstandig manga-artiest. Drie jaar na het einde van de Butsu Zone-serie publiceerde Weekly Shōnen Jump een nieuwe wekelijkse serie van Hiroyuki Takei, met de titel Jūki Ningen Jumbor. Deze werd echter na 10 edities geannuleerd, maar daarna wel als losse publicatie van één volume, met bijlagen, uitgegeven.
In maart 2008 maakte de Japanse uitgever Shūeisha bekend dat Takei samen met de Amerikaanse stripauteur Stan Lee zou werken aan Ultimo, een project dat voor het eerst verscheen in een spin-off van het tijdschrift Jump Square.